# العلاقات الشمال مقدونية الكمبودية
العلاقات الشمال مقدونية الكمبودية هي العلاقات الثنائية التي تجمع بين شمال مقدونيا وكمبوديا.

## مقارنة بين البلدين
هذه مقارنة عامة ومرجعية للدولتين:
| وجه المقارنة                                              | شمال مقدونيا                                               | كمبوديا                   |
| --------------------------------------------------------- | ---------------------------------------------------------- | ------------------------- |
| المساحة (كم2)                                             | 25.71 ألف                                                  | 181.03 ألف                |
| عدد السكان (نسمة)                                         | 2.08 مليون                                                 | 16.01 مليون               |
| الكثافة السكانية (ن./كم²)                                 | 80.9                                                       | 88.44                     |
| العاصمة                                                   | إسكوبية                                                    | بنوم بنه                  |
| اللغة الرسمية                                             | اللغة المقدونية، اللغة الألبانية                           | اللغة الخميرية            |
| العملة                                                    | دينار مقدوني                                               | ريال كمبودي، دولار أمريكي |
| الناتج المحلي الإجمالي (بليون دولار)                      | 11.34 مليار                                                | 22.16 مليار               |
| الناتج المحلي الإجمالي (تعادل القوة الشرائية) بليون دولار | 29.26 مليار                                                | 54.37 مليار               |
| الناتج المحلي الإجمالي الاسمي للفرد دولار أمريكي          | 4.85 ألف                                                   | 1.16 ألف                  |
| الناتج المحلي الإجمالي للفرد دولار أمريكي                 | 16.25 ألف                                                  | 3.26 ألف                  |
| مؤشر التنمية البشرية                                      | 0.747                                                      | 0.555                     |
| رمز المكالمات الدولي                                      | +389                                                       | +855                      |
| رمز الإنترنت                                              | .mk                                                        | .kh                       |
| المنطقة الزمنية                                           | توقيت وسط أوروبا، ت ع م+01:00، ت ع م+02:00، أوروبا/سكوبيه ‏ | ت ع م+07:00               |

## منظمات دولية مشتركة
يشترك البلدان في عضوية مجموعة من المنظمات الدولية، منها:
| علم المنظمة | اسم المنظمة                               | تاريخ انضمام شمال مقدونيا | تاريخ انضمام كمبوديا |
| ----------- | ----------------------------------------- | ------------------------- | -------------------- |
|             | مؤسسة التنمية الدولية                     | 25 فبراير 1993            | 22 يوليو 1970        |
|             | يونسكو                                    | 28 يونيو 1993             | 3 يوليو 1951         |
|             | وكالة ضمان الاستثمار متعدد الأطراف        | 19 مارس 1993              | 1 ديسمبر 1999        |
|             | الأمم المتحدة                             | 8 أبريل 1993              | 14 ديسمبر 1955       |
|             | الاتحاد البريدي العالمي                   | ?                         | ?                    |
|             | البنك الدولي للإنشاء والتعمير             | 25 فبراير 1993            | 22 يوليو 1970        |
|             | الاتحاد الدولي للاتصالات                  | 4 مايو 1993               | 10 أبريل 1952        |
|             | منظمة حظر الأسلحة الكيميائية              | ?                         | ?                    |
|             | مؤسسة التمويل الدولية                     | 25 فبراير 1993            | 26 مارس 1997         |
|             | المركز الدولي لتسوية المنازعات الاستشارية | 26 نوفمبر 1998            | 19 يناير 2005        |
|             | منظمة التجارة العالمية                    | ?                         | ?                    |
|             | منظمة الشرطة الجنائية الدولية             | ?                         | ?                    |

## وصلات خارجية
- موقع وزارة الخارجية الكمبودية